# ريتشارد ترافز
ريتشارد ترافز (بالإنجليزية: Richard Travis)‏ هو ممثل أمريكي، ولد في 17 أبريل 1913 في الولايات المتحدة، وتوفي في 11 يوليو 1989.

## وصلات خارجية
- ريتشارد ترافز على موقع IMDb (الإنجليزية)
- ريتشارد ترافز على موقع قاعدة بيانات الفيلم (الإنجليزية)